# Audrix
Audrix (trong tiếng Occitan Audrics) là một xã của Pháp, nằm ở tỉnh Dordogne trong vùng Aquitaine của Pháp. Xã này có diện tích 6,22 km2, dân số năm 1999 là 238 người. Xã nằm ở khu vực có độ cao trung bình 190 m trên mực nước biển.

## Hành chính
| Danh sách các xã trưởng                |             |                  |                  |          |
| Giai đoạn                              | Giai đoạn   | Tên              | Đảng             | Tư cách  |
| 1935                                   | 1971        | Joseph Varaillon | không chính thức | nông dân |
| 1989                                   | đương nhiệm | Claude Thuillier | không chính thức | nông dân |
| Tất cả các dữ liệu trước đây không rõ. |             |                  |                  |          |

## Thông tin nhân khẩu
| Năm | 1962 | 1968 | 1975 | 1982 | 1990 | 1999 |
| --- | ---- | ---- | ---- | ---- | ---- | ---- |
| Dân số | 122  | 116  | 120  | 130  | 180  | 238  |
| From the year 1962 on: No double counting—residents of multiple communes (e.g. students and military personnel) are counted only once. |      |      |      |      |      |      |